# ベニー・スペルマン
ベニー・スペルマン（Benny Spellman、1931年12月11日 - 2011年6月3日）は、アメリカ合衆国のR&B歌手である。彼の一番よく知られた曲は1962年のシングル「Lipstick Traces (On A Cigarette)」とそのB面の「Fortune Teller」であり、いずれもアラン・トゥーサンが作詞作曲したものであった（クレジット上はナオミ・ネヴィルとなっている）。「Lipstick Traces (On A Cigarette)」はビルボードのR&Bチャートで最高位28位、ポップ・チャートでも80位を記録している。一方、「Fortune Teller」はザ・フー、ローリング・ストーンズを始め多くのアーティストによってカバーされた。スペルマンはトゥーサン、アール・キング（「Trick Bag」）、ヒューイ・"ピアノ"・スミス、アーニー・ケイドー、ウィルソン・ピケット、ネヴィル・ブラザーズ、オージェイズなど幅広いミュージシャンたちと仕事をしている。

## 来歴
スペルマンは、1931年12月11日、父ジョセフ・スペルマン、母ドーラ・トーマスの下、フロリダ州ペンサコーラに生まれた。
彼の当初の興味はフットボールにあったが、バトンルージュでサザン大学に在籍した際に、アルヴィン・バティストのグループで歌い始めた。
1959年、彼はフロリダでツアー中のヒューイ・"ピアノ"・スミスと彼のグループ、ザ・クラウンズに出会った。彼らが交通事故に巻き込まれて車が大破してしまったため、スペルマンはニューオーリンズまで運転して彼らを送り届けることを申し出た。その後、スミスは彼にクラウンズで歌うように誘い、これに乗ってスペルマンはニューオーリンズへの移住を決めている。
スペルマンはアーニー・ケイドーのチャート1位となったヒット曲「Mother In Law」でバック・ボーカルを務めた。彼はミニット・レコードなどで数々のシングルをリリースした後、1965年には、アトランティック・レコードからシングル「The World Game」をリリースしたが、1968年に音楽から引退し、ミラー・ビールに入社し、広報部長を務めた。
彼は1980年代の後半にカムバックを試みたものの、脳卒中を患い長くは続かなかった。その後、彼はペンサコーラに帰郷している。
1988年、イギリスのチャーリーR&Bがスペルマンの1960年代のレコーディング16曲を収録したコンピレーション・アルバム『Fortune Teller』をリリース。米国では、同じ内容のCDをコレクタブルズ・レコードが出している。2009年、スペルマンは、ルイジアナ音楽の殿堂入りをしている。
スペルマンは、2011年6月2日、ペンサコーラの生活支援施設にて、呼吸器不全のため死去した。79歳だった。

## 私生活
スペルマンは、カトリック教徒であった。
ベニー・スペルマンは、ニューオーリンズの歌手/エンターテイナーのジュディ・スペルマンの父親であった。彼女は2016年7月に60歳で死去している。

## ディスコグラフィー

### コンピレーション・アルバム
| リリース年 | アルバム名         | レーベル   |
| ---------- | ------------------ | ---------- |
| 1988       | 『Fortune Teller』 | Charly R&B |
| 2012       | 『Fortune Teller』 | Shout!     |
| n/a        | 『Benny Spellman』 | Bandy (LP) |

### シングル
| リリース年 | タイトル (A面、B面)                                                          | レーベル         |
| ---------- | ---------------------------------------------------------------------------- | ---------------- |
| 1960       | 「Life Is Too Short」 b/w 「Ammerette」                                      | Minit 606        |
| 1960       | 「Darling, No Matter Where」 b/w 「I Didn't Know」                           | Minit 613        |
| 1961       | 「That's All I Ask Of You」 b/w 「Roll On Big Wheel」                        | Ace 630          |
| 1962       | 「Lipstick Traces (On A Cigarette)」 b/w 「Fortune Teller」                  | Minit 644        |
| 1962       | 「Every Now And Then」 b/w 「I'm In Love」                                   | Minit 652        |
| 1962       | 「You Got To Get It」 b/w 「Stickin' Whicha' Baby」                          | Minit 659        |
| 1963       | 「Ammerette」 b/w 「Talk About Love」                                        | Minit 664        |
| 1964       | 「Walk On Don't Cry」 b/w 「Please Mr. Genie」                               | Watch 6332       |
| 1964       | 「Someday They'll Understand」 b/w 「Slow Down Baby (Don't Drive Too Fast)」 | Watch 6336       |
| 1965       | 「The Word Game」 b/w 「I Feel Good」                                        | Atlantic 45-2291 |
| 1966       | 「It's For You」 b/w 「This Is For You My Love」                             | Alon 9031        |
| 1967       | 「Sinner Girl」 b/w 「If You Love Her」                                      | Sansu 462        |
| 1968       | 「Foolish Man」 b/w 「Don't Give Up Love」                                   | Mor. Soul MO 007 |